# Aviatico
Aviatico là một đô thị ở tỉnh Bergamo trong vùng Lombardia của nước Ý, có vị trí cách khoảng 60 km về phía đông bắc của Milano và khoảng 12 km về phía đông bắc của Bergamo. Tại thời điểm ngày 31 tháng 12 năm 2004, đô thị này có dân số 496 người và diện tích là 8,4 km².
Đô thị Aviatico có các frazioni (đơn vị cấp dưới, chủ yếu là các làng) Ama, Amora, và Ganda.
Aviatico giáp các đô thị: Albino, Algua, Costa di Serina, Gazzaniga, Selvino.